# Here Comes the Night
«Here Comes the Night» es una canción escrita por Brian Wilson y Mike Love, y grabada por The Beach Boys. Existen versiones distintas de esta canción: la versión publicada en Wild Honey de 1967, y la segunda versión publicada en L.A. (Light Album) de 1979, que se trata de una versión disco del tema.

## Versiones
La segunda versión de esta canción dura más de ocho minutos que la canción original. Se editaron cuatro versiones del tema. La primera versión aparece en L.A. (Light Album), la segunda fue publicada en sencillo de 12" (Caribou/Brother/CBS 2Z8-9028), la tercera apareció en el lado B de este último sencillo de 12", en versión instrumental, y la cuarta fue publicada en sencillo común de 7" (Caribou/Brother/CBS ZS8 9026).

## Sencillo
La versión recortada de cinco minutos de "Here Comes the Night" fue publicada en sencillo con "Baby Blue" como lado B el 19 de febrero de 1979. Este sencillo alcanzó el puesto n.º 44 en Estados Unidos y el n.º 37 en el Reino Unido.

## Publicaciones
La canción primero fue publicada en Wild Honey, de 1967, y más tarde fue regrabada en una versión disco de diez minutos. Esa versión fue publicada en L.A. (Light Album), y también fue compilada en álbumes como The Greatest Hits - Volume 3: Best of the Brother Years 1970-1986, de 2000, y en Platinum Collection: Sounds of Summer Edition, de 2005.

## Detalles

### Reedición (cuatro versiones)
- Álbum: L.A. (Light Album)
- Duración
  - Versión 1 - 10:51 (versión del álbum)
  - Versión 2 - 10:36 (sencillo de 12")
  - Versión 3 - 9:4 (edición instrumental en 12")
  - Versión 4 - 4:28 (sencillo de 7")
- Producido: Bruce Johnston y Curt Boettcher

### Créditos
- Carl Wilson - voz
- Mike Love – coros
- Al Jardine – voz
- Bruce Johnston – voz

Personal adicional
- Joe Chemay - bajo eléctrico
- Dan Wyman – Sintetizador Moog
- Joel Peskin – solo de saxofón alto